# 奇克克里克鎮區 (北卡羅萊納州蒙哥馬利縣)
奇克克里克鎮區（英語：Cheek Creek Township）是位於美國北卡羅萊納州蒙哥馬利縣的一個鎮區。

## 地方資料
奇克克里克鎮區的面積為90.90平方千米，皆為陸地。根據2020年美國人口普查的數據，當地共有人口637人，而人口密度為每平方千米7.01人。